# Amapá Clube
L'Amapá Clube est un club brésilien de football basé à Macapá dans l'État de l'Amapá.

## Palmarès
- Championnat de l'État de l'Amapá
  - Champion : 1945, 1950, 1951, 1953, 1973, 1975, 1979, 1987, 1988, 1990